# Comuna de Tuliszków
Tuliszków (polaco: Gmina Tuliszków) é uma gminy (comuna) na Polónia, na voivodia de Grande Polónia e no condado de Turecki. A sede do condado é a cidade de Tuliszków.
De acordo com os censos de 2004, a comuna tem 10 513 habitantes, com uma densidade 70,3 hab/km².

## Área
Estende-se por uma área de 149,44 km², incluindo:
- área agricola: 66%
- área florestal: 27%

## Demografia
Dados de 30 de Junho 2004:
|                      | Total   | Total | Mulheres | Mulheres | Homens  | Homens |
| -------------------- | ------- | ----- | -------- | -------- | ------- | ------ |
|                      | pessoas | %     | pessoas  | %        | pessoas | %      |
| População            | 10 513  | 100   | 5338     | 50,8     | 5175    | 49,2   |
| Densidade (pop./km²) | 70,3    | 100   | 35,7     | 35,7     | 34,6    | 34,6   |

De acordo com dados de 2002, o rendimento médio per capita ascendia a 1237,43 zł.
Krzymów, Malanów, Mycielin, Rychwał, Stare Miasto, Turek, Władysławów